# Fokker Dr.I
Pour les articles homonymes, voir DR1.
Le Fokker Dr.I (Dr de l'allemand Dreidecker, ce qui veut dire « trois ailes » ou « triplan ») est un avion de chasse de la Première Guerre mondiale construit par Anthony Fokker et utilisé par l'Allemagne en 1917 et 1918. Le plus connu fut celui du « Baron Rouge », Manfred von Richthofen.
Ses trois ailes superposées permettent une portance adéquate tout en conservant une envergure limitée, ce qui assure à l'appareil une très bonne maniabilité.

## Conception

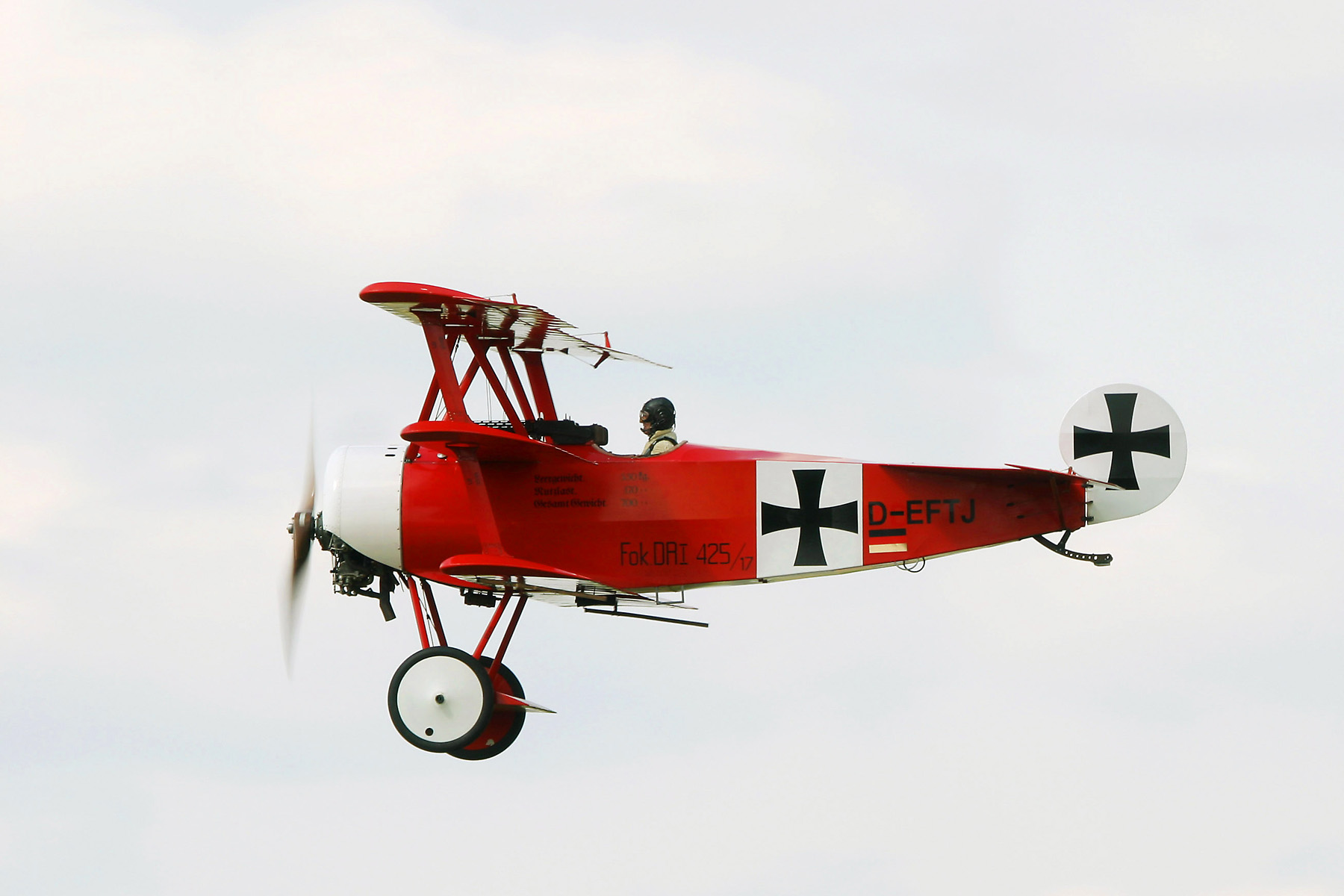
Un Fokker Dr.I en vol au ILA en 2004.

Le Dr.I fut créé par Anthony Fokker et Reinhold Platz (en) (bien que l'ingénieur en chef Möser eût un petit rôle), qui avaient travaillé sur une série d'avions expérimentaux, appelée la V-série, depuis 1916. Ils ont installé dessus un dispositif commun, les cantilever pour relier les ailes, au lieu de les attacher avec des câbles. Ceci a  réduit de manière significative la résistance à l'air, mais a également exigé une structure interne de l'aile plus forte, annulant alors l'avantage. En compensation, le V.3 utilisa trois ailes plus courtes au lieu de deux, réduisant la charge sur chacune des ailes et nécessitant une structure interne plus légère. Pendant les essais, les ailes tendues vibrèrent, et on rajouta des contrefiches simples en bout d'aile, donnant ainsi naissance au V.4.
Les essais du V.4, avec un fuselage et une queue en acier tubulaire entoilés et des ailes en bois, s'avérèrent décevants. Bien que des modifications aient abaissé le moment angulaire des ailes, et donc la sensibilité aux commandes, le principal problème fut la vitesse. En effet, l'aile supérieure offrait une telle résistance à l'air que le moteur Oberursel UR.II (en) développant 110 chevaux ne pouvait pas faire voler le Fokker à la vitesse des avions alliés. Platz a alors introduit un moteur plus puissant, puis revint à des conceptions biplan pour les développements futurs de la série V.
En avril 1917, la Royal Naval Air Service a commencé à faire voler ses Sopwith Triplan en première ligne pour la première fois. Ses débuts furent sensationnels, pour la première fois les rôles ont été complètement inversés avec les Allemands qui avaient été jusqu'alors presque intouchables pendant les combats. Bientôt les pilotes allemands réclamaient un triplan pour combattre. La majorité des industriels aéronautiques allemands avaient répondu avec des nouvelles conceptions de triplans, mais comme l'Albatros Dr.I, ils n'étaient que des biplans avec une aile supplémentaire. Le V.4 était cependant un vrai triplan, déjà testé et prêt pour la production. Les premiers exemplaires de préproduction (F.Is) étaient prêts vers le milieu d'août 1917 et les machines de production (Dr.Is) furent livrées en octobre de la même année.

## Engagement
Deux des trois premiers avions F.Is (de numéro de série 103/17 et 102/17) ont été amenés à Werner Voss et Manfred von Richthofen le 28 août 1917 à Marcke en Belgique. Bientôt, les deux pilotes accumulaient les succès en exploitant la performance de l'avion en virages courts, grâce à l'absence de stabilisateur vertical. Le triplan 102/17 commença à voler entre les mains de Kurt Wolff le 15 septembre, et le 103/17 vola avec Werner Voss le 23 septembre. Cependant, plusieurs autres pilotes furent moins impressionnés par l'avion qui, bien qu'ayant une bonne manœuvrabilité et une facilité impressionnante à monter, se révélait encore plus lent que la plupart des avions de chasse alliés.
À la fin d'octobre 1917, les lieutenants Heinrich Gontermann et Günther Pastor furent tués lorsque leurs Dr.Is s'écrasèrent, et les avions furent retirés provisoirement du combat. Des modifications furent apportées aux ailes pour en augmenter la portance, mais le triplan ne reconquit jamais sa notoriété aux yeux de la plupart des pilotes, et ne fut jamais beaucoup déployé dans les Jagdstaffeln.

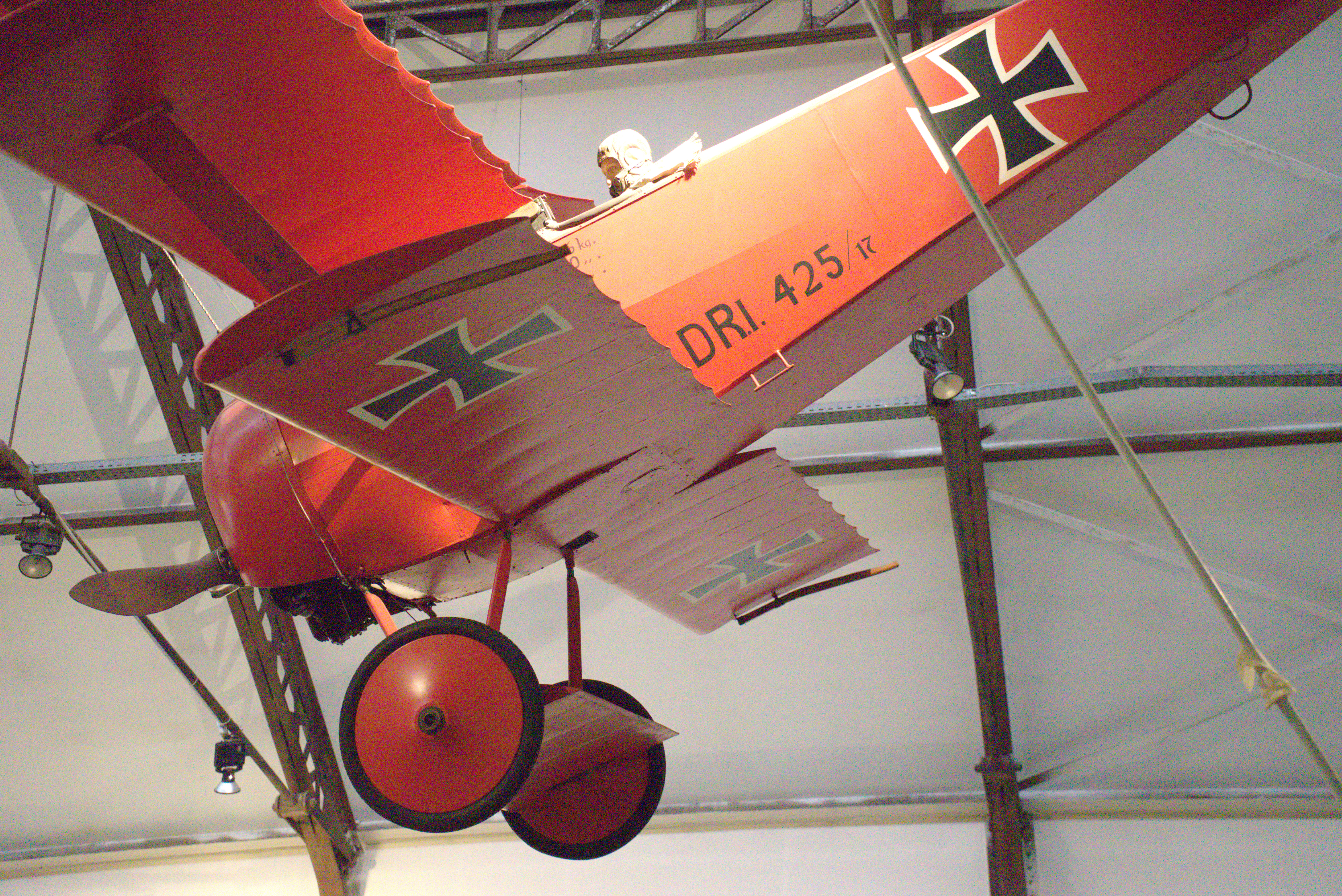
Un DR.I. 425/17 exposé au Musée royal de l'armée (Bruxelles).

On a d'abord cru que les problèmes d'ailes était dus à une fabrication de mauvaise qualité plutôt qu'à des erreurs de conception. Cependant, en 1929, le NACA établit lors d'investigations que l'aile supérieure subissait une charge alaire plus élevé à grande vitesse et en montée, provoquant leur rupture.
Le baron Manfred von Richthofen a principalement volé avec la version Dr.Is, l'appareil de numéro 425/17, de couleur rouge. Un autre, le 152/17, survécut à la Seconde Guerre mondiale et fut exposé à Berlin.
La production de cet avion a été arrêtée en mai 1918 ; 320 avions ont alors été construits à cette date.

## Variantes
- V3 – Prototype initial
- V4 – Début de la production de ce prototype
- V5 – Équipé du moteur de Goebel Goe.III
- V6 – Version la plus construite équipée d'un moteur Mercedes D.II
- V7 – Équipé d'un moteur Siemens & Halske Sh.III
- V8 – Variante du V6 avec une configuration de l'aile différente
- V9 – Version Biplan avec un moteur Oberursel U.0
- V10 – Équipé d'un moteur Oberursel Ur.III